# Adoretus sumbanus
Adoretus sumbanus är en skalbaggsart som beskrevs av Ohaus 1914. Adoretus sumbanus ingår i släktet Adoretus och familjen Rutelidae. Inga underarter finns listade i Catalogue of Life.